# Sergej Prokudin-Gorskij
Sergej Michajlovitj Prokudin-Gorskij (ryska: Серге́й Миха́йлович Проку́дин-Го́рский), född 30 augusti 1863 i Murom i Ryssland, död 27 september 1944 i Paris i Frankrike, var en tidig rysk pionjär inom färgfotografering. Han kunde med hjälp av finansiering från tsar Nikolaj II dokumentera Ryssland i färg under åren före den ryska revolutionen.

## Färgfotografering

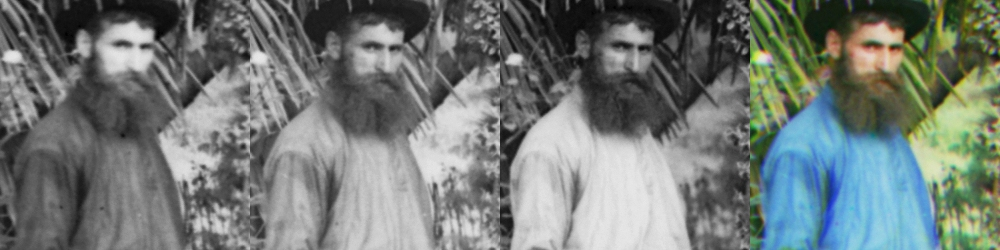
Avsnitt ur bilden Alleja hamerops som visar de röda, gröna och blå färgkanalerna och det sammansatta resultatet i färg.

Prokudin-Gorskij studerade kemi i Sankt Petersburg, Berlin och Paris. Genom egen forskning tog han patent på framställning av färgdior och projicering av färgfilm. Den process som utvecklades av Prokudin-Gorskij byggde på en kamera som exponerade en serie av tre svartvita bilder under ett par minuter, vilket senare nedkortades till några sekunder. Varje bild exponerades genom ett färgfilter – ett rött, ett grönt och ett blått. Därmed upptog varje bild varsin del av det naturliga färgspektrumet. En bild bestående av hela färgspektrumet uppnåddes genom att projicera varje bild i färgat ljus, motsvarande det filter som använts vid exponeringen, och noga passa samman bilderna. Däremot saknade Prokudin-Gurskij en metod för att framställa färgkopior.

## Fotografisk dokumentation av det ryska riket
Runt 1905 påbörjade Prokudin-Gorskij ett arbete med målet att systematiskt dokumentera hela det ryska riket i färg. Ett av hans syften var att senare visa upp färgbilderna i skolor, för att på så vis förmedla kunskap om historien, kulturen och moderniseringen av Ryska imperiet. Tsar Nikolaj II utrustade Prokudin-Gorskij med en tågvagn med eget mörkrum och två tillstånd för att besöka annars avstängda områden. Dokumentationsarbetet pågick från omkring 1909 till 1915 och resulterade i mellan 1 900 och 2 100 färgbilder. Prokudin-Gorskij höll åtskilliga illustrerade föredrag om sitt arbete.

## Unika historiska skildringar
Prokudin-Gorskijs färgfotografier är unika historiska skildringar av det ryska imperiet strax före revolutionen. Hans motiv omfattar skildringar av arkitektur, natur, folkliv och personporträtt. Efter den ryska revolutionen flydde han 1918 via Norge och Storbritannien till Paris, där han levde fram till sin död 1944. Merparten av hans färgfotografier såldes 1948 till det amerikanska kongressbiblioteket. År 2001 lät kongressbiblioteket läsa in glasplåtarna på dator och göra digitala papperskopior av många av fotografierna till utställningen The Empire that was Russia.

## Bildgalleri

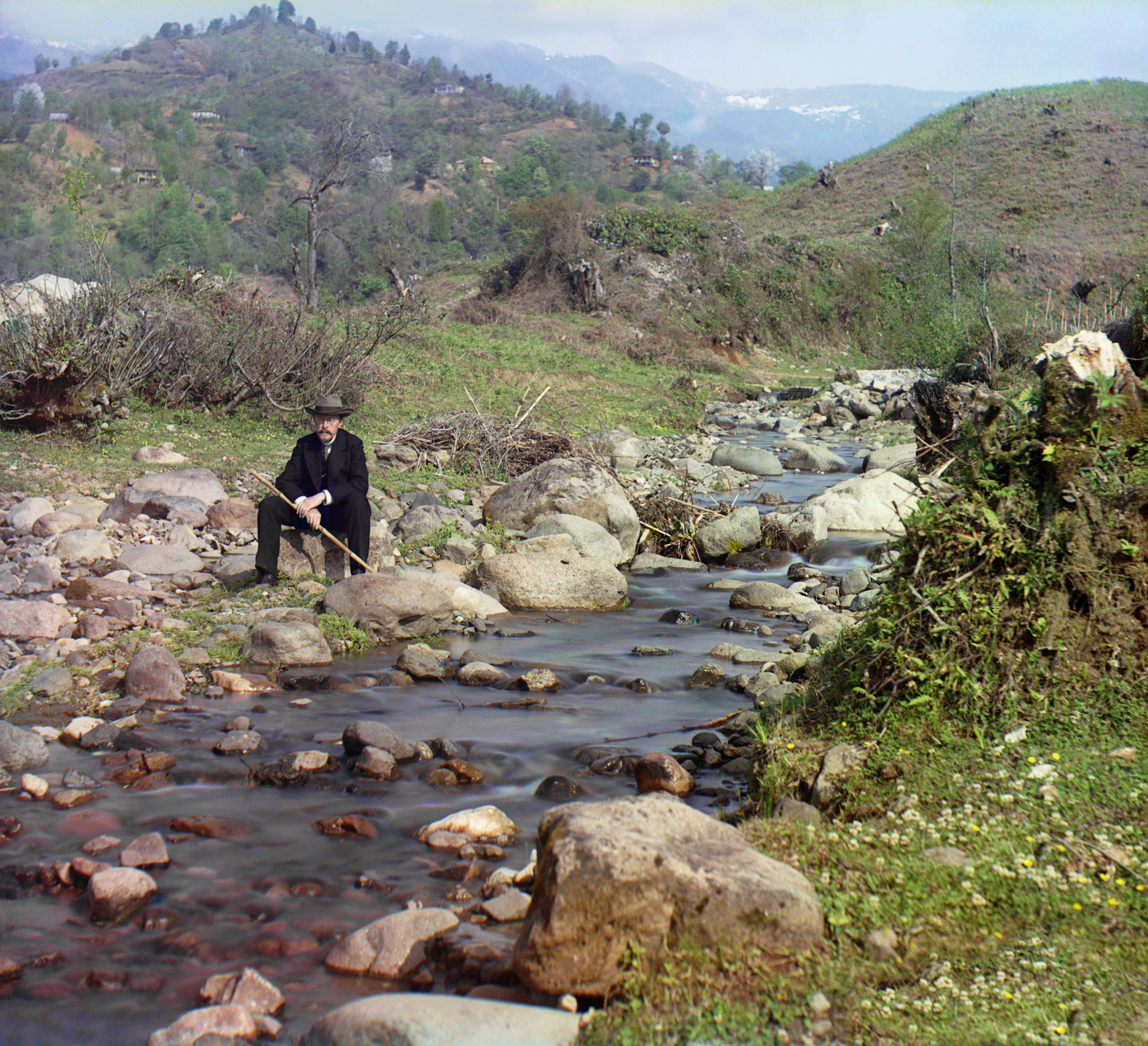
Självporträtt, en del av Sergej Michajlovitjs arbete med att från 1909 till 1915 i färg dokumentera det ryska riket
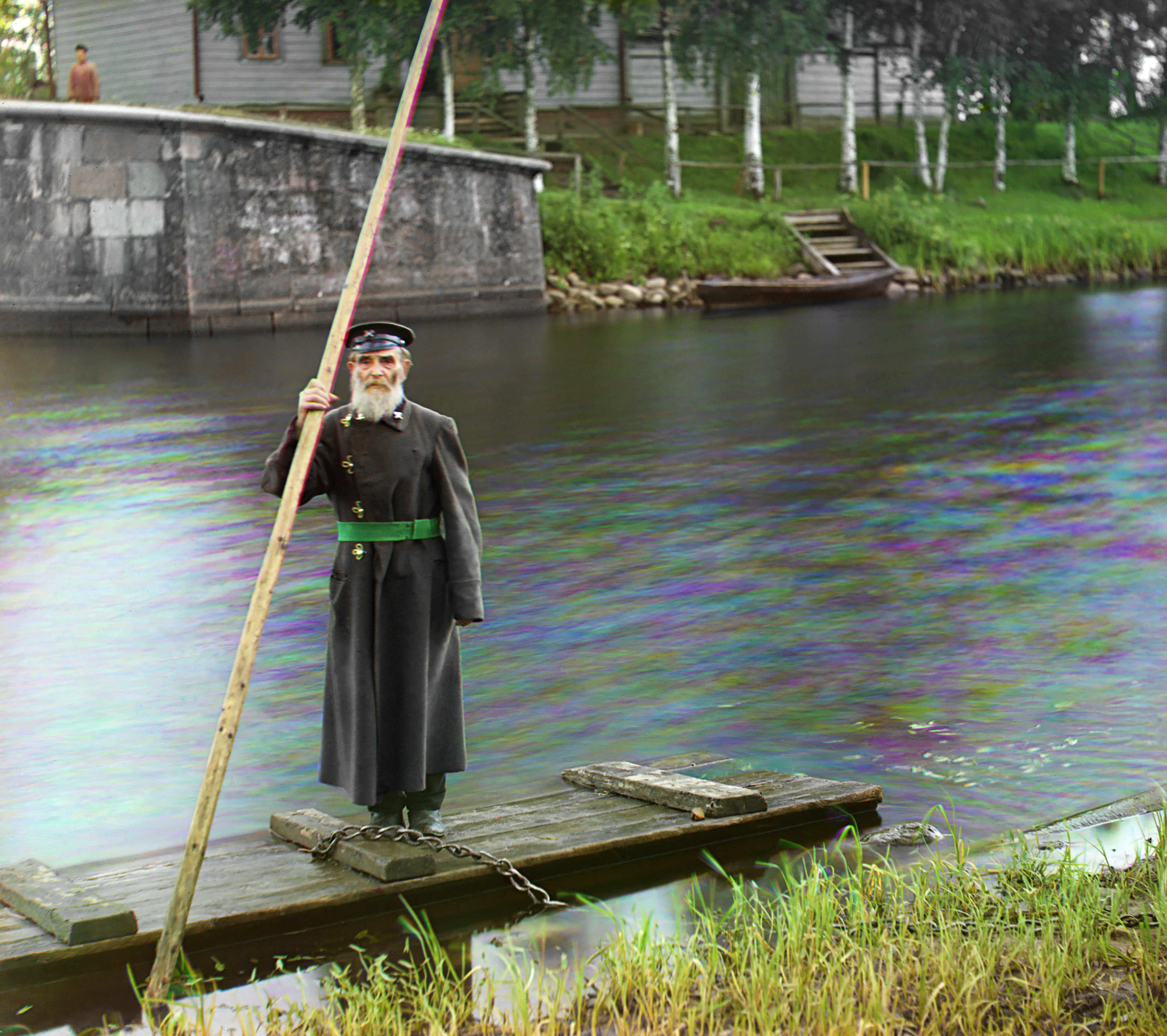
Pinchus Karlinskij, 84 år gammal, slussvakt vid Mariinskkanalen, år 1909.
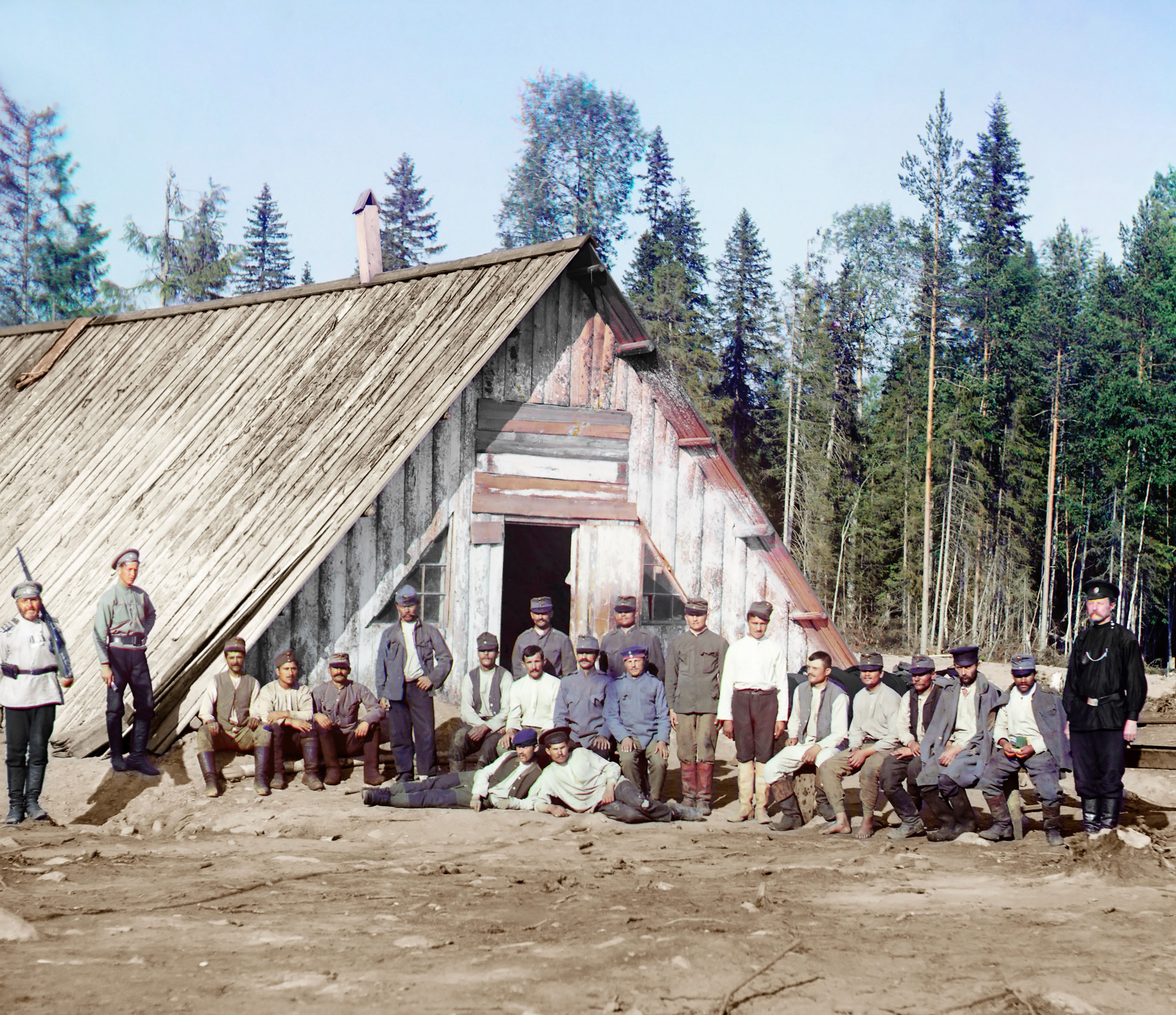
Krigsfångar från Österrike-Ungern i Karelen, år 1915.
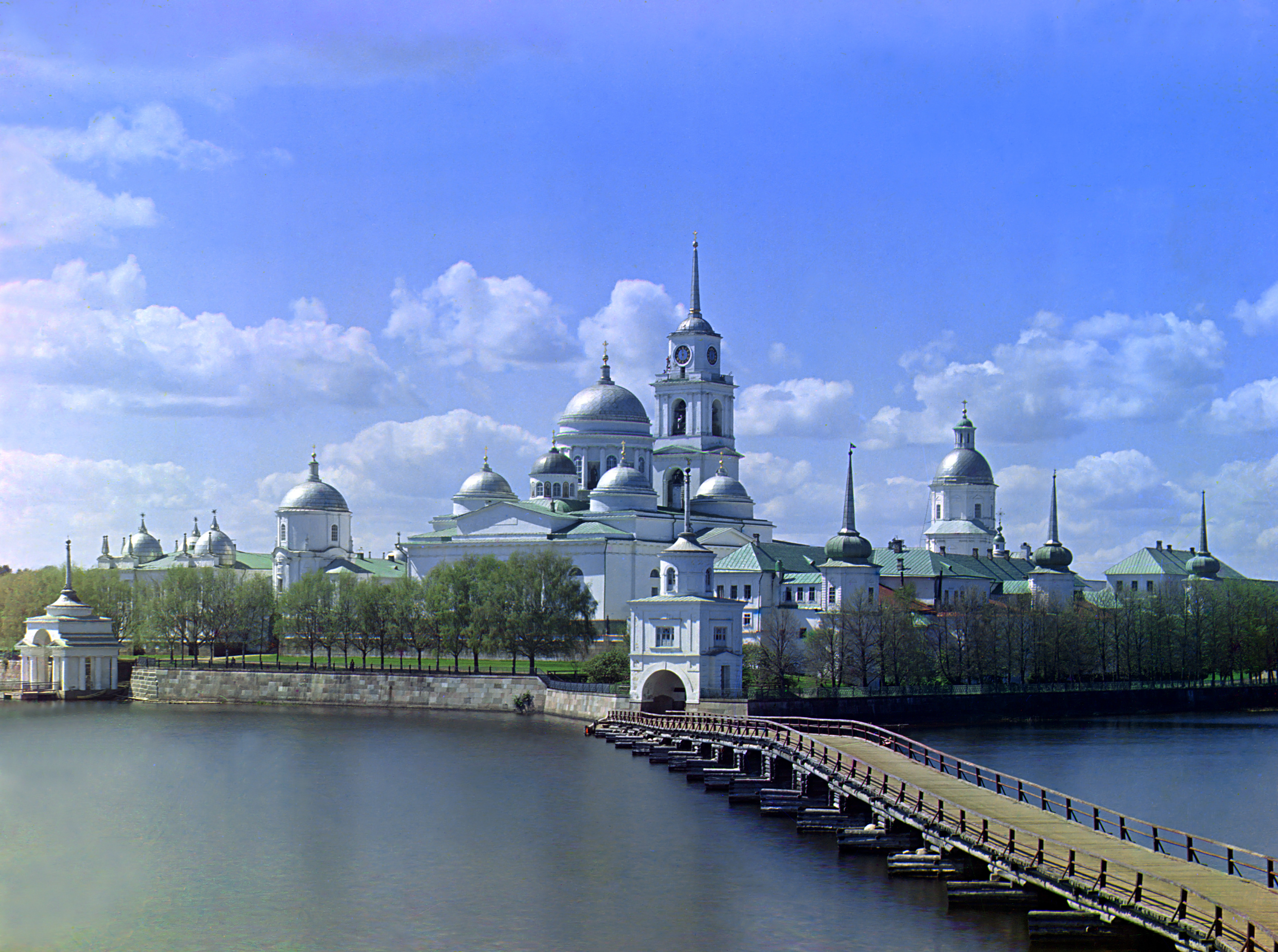
St. Nilus kloster på ön Stolbny i sjön Seliger, nära Ostasjkov, ca. 1910
Bondflickor i Vologda någon gång mellan 1905 och 1915.
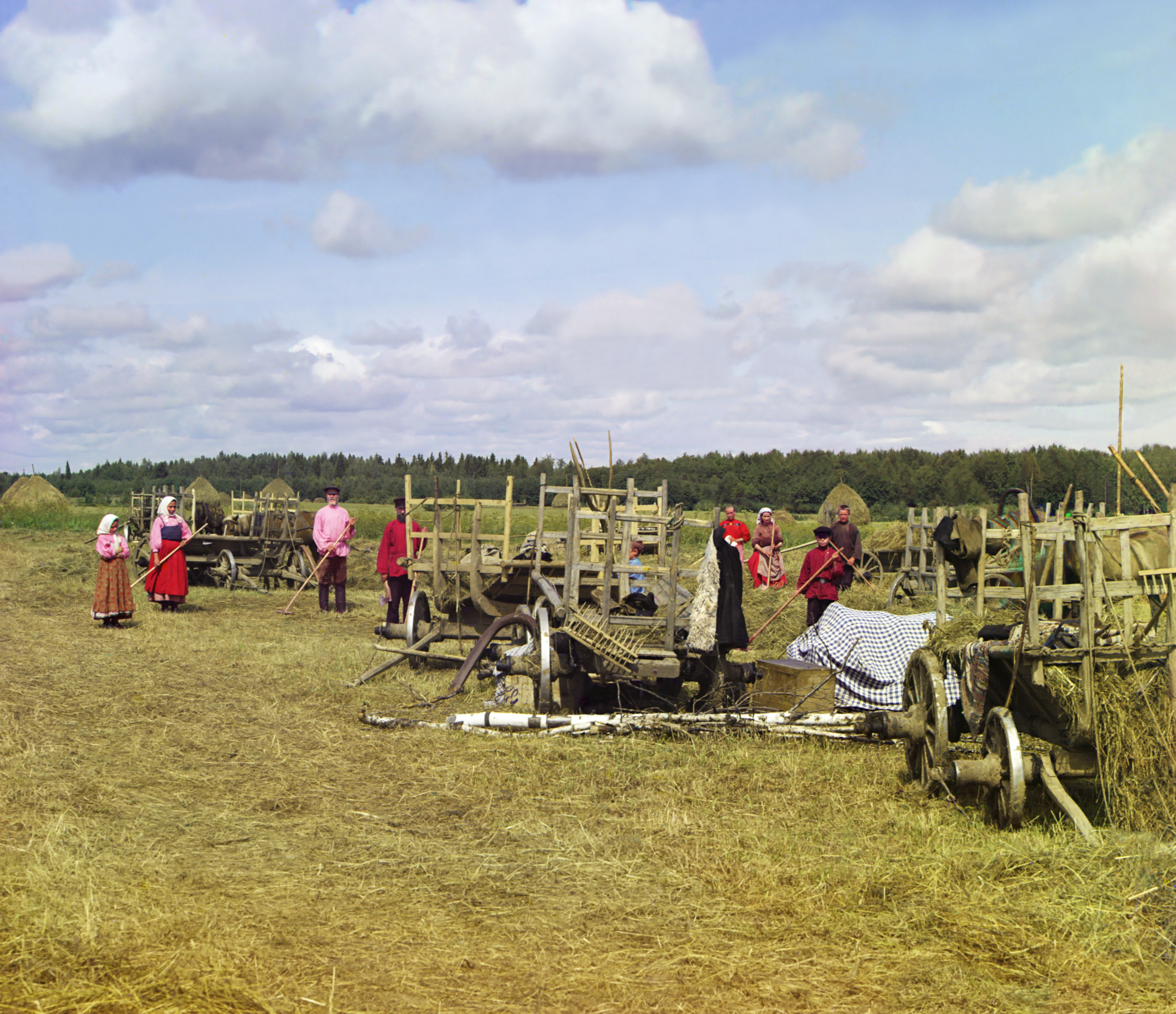
Höslåtter vid Leusjino, nära Tjerepovets.
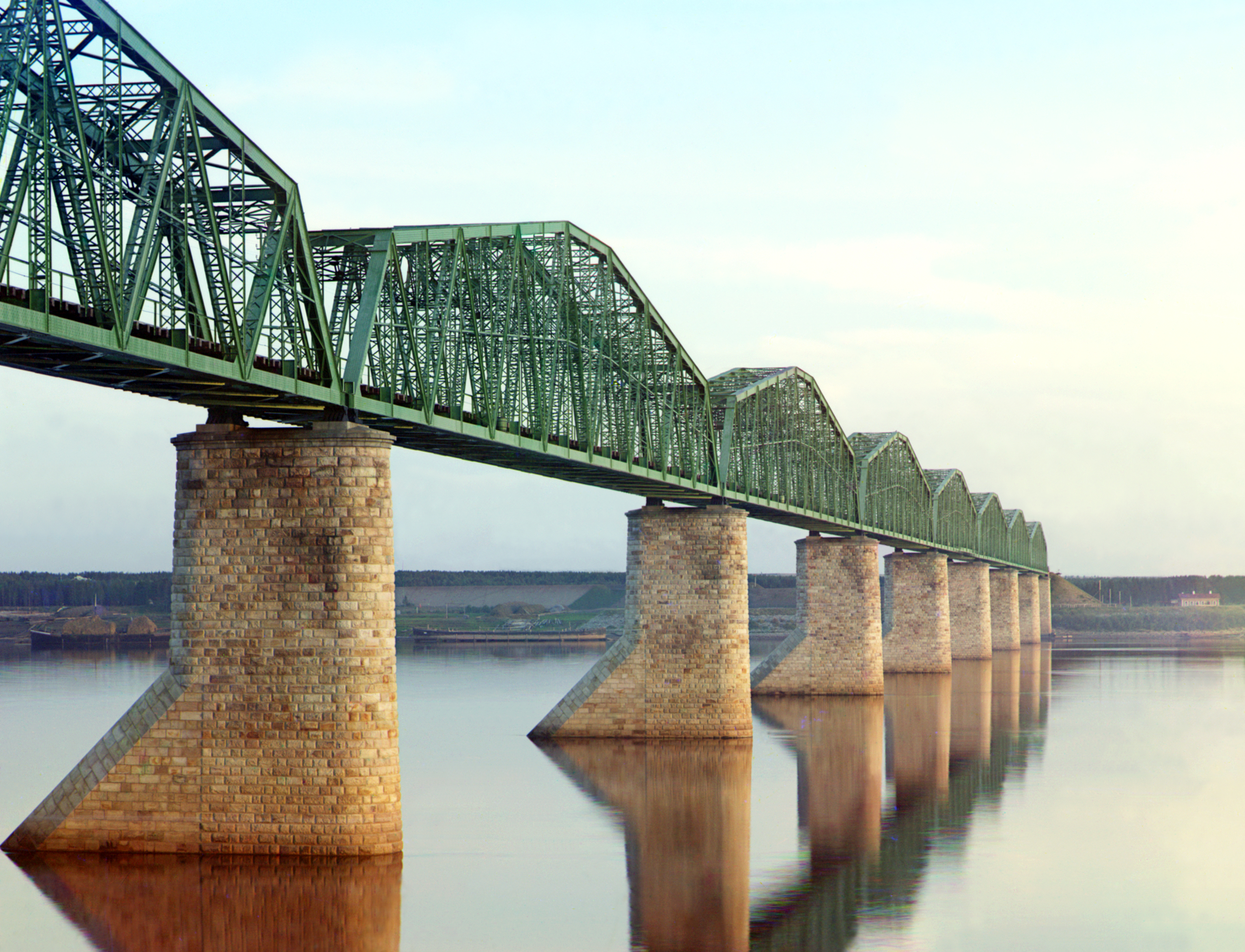
Floden Kama, nära Perm, år 1910.
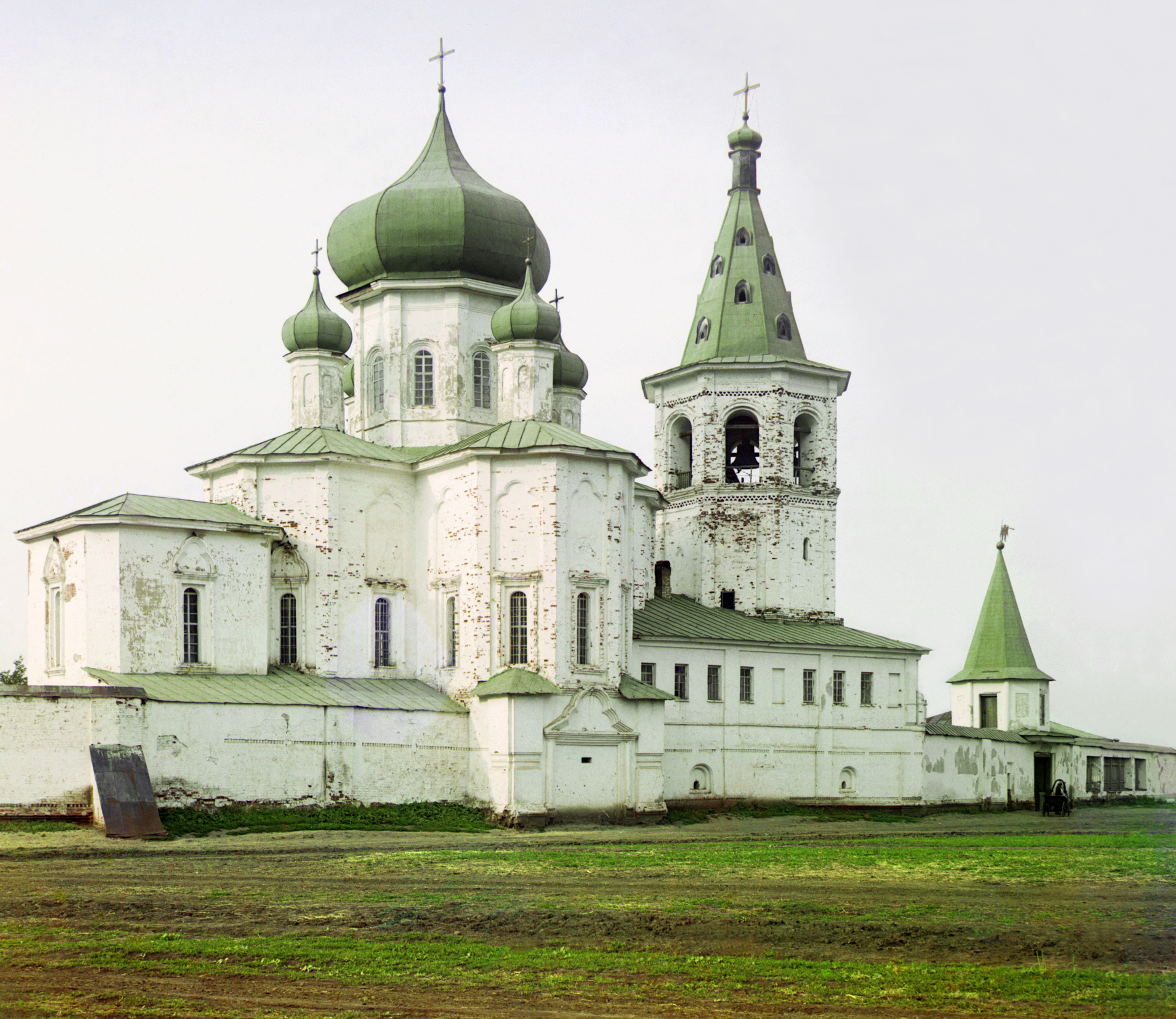
Treenighetsklostret i Tjumen, ca 1912.
Tre generationer i Uralbergen.
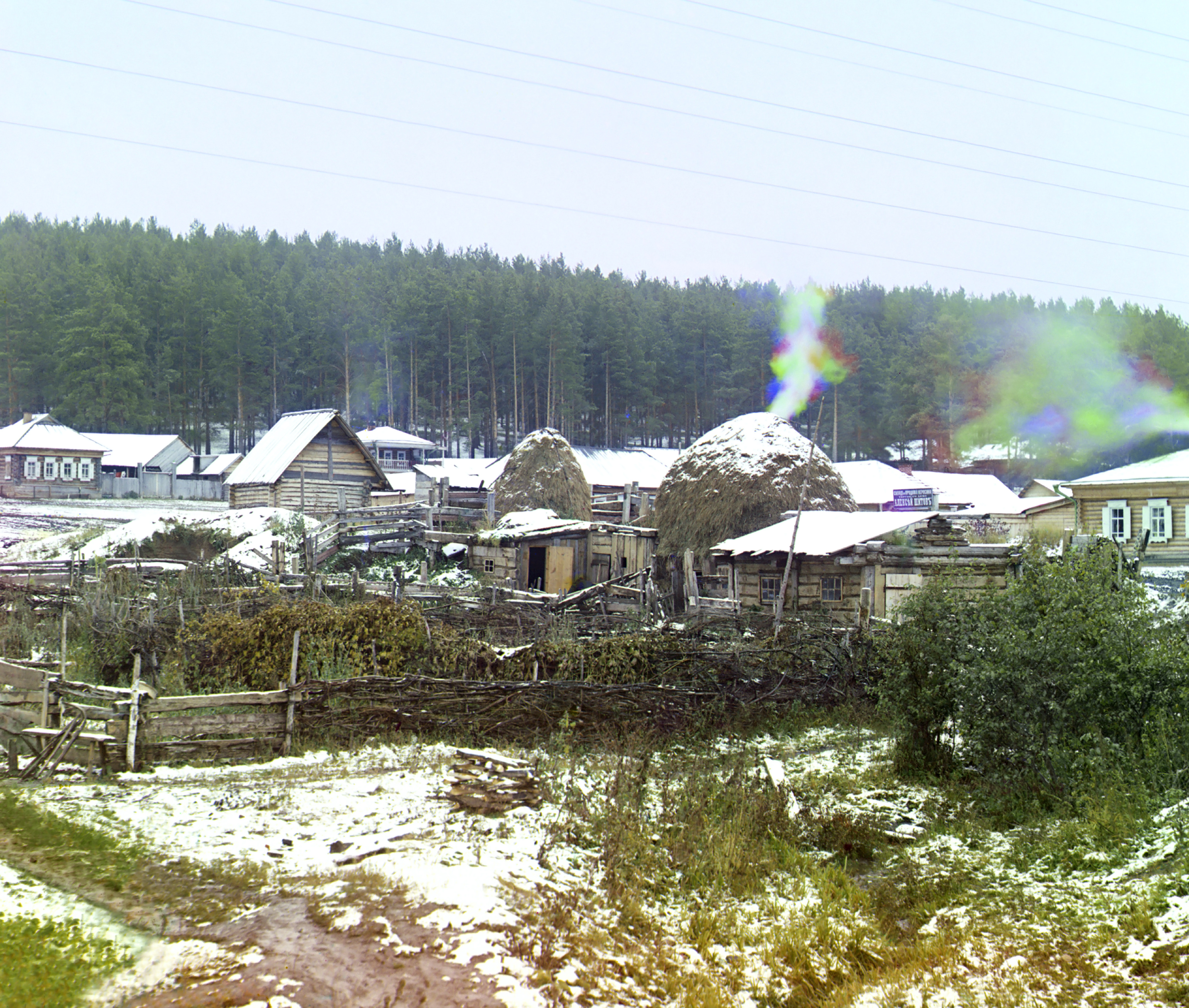
By med stora höstackar i Tjeljabinsk oblast, slutet av september 1909.
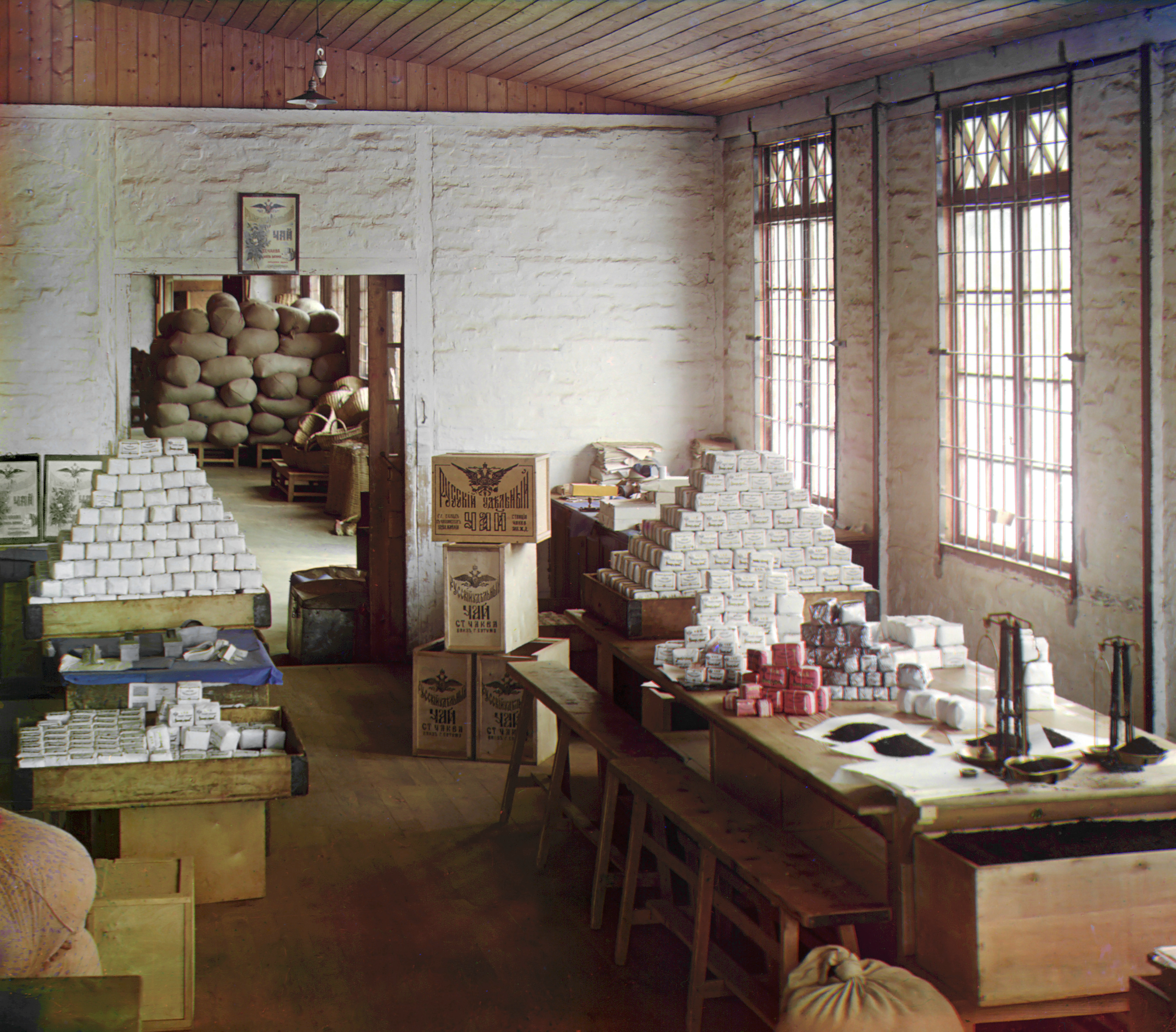
Téstation i Batumi, Georgien.
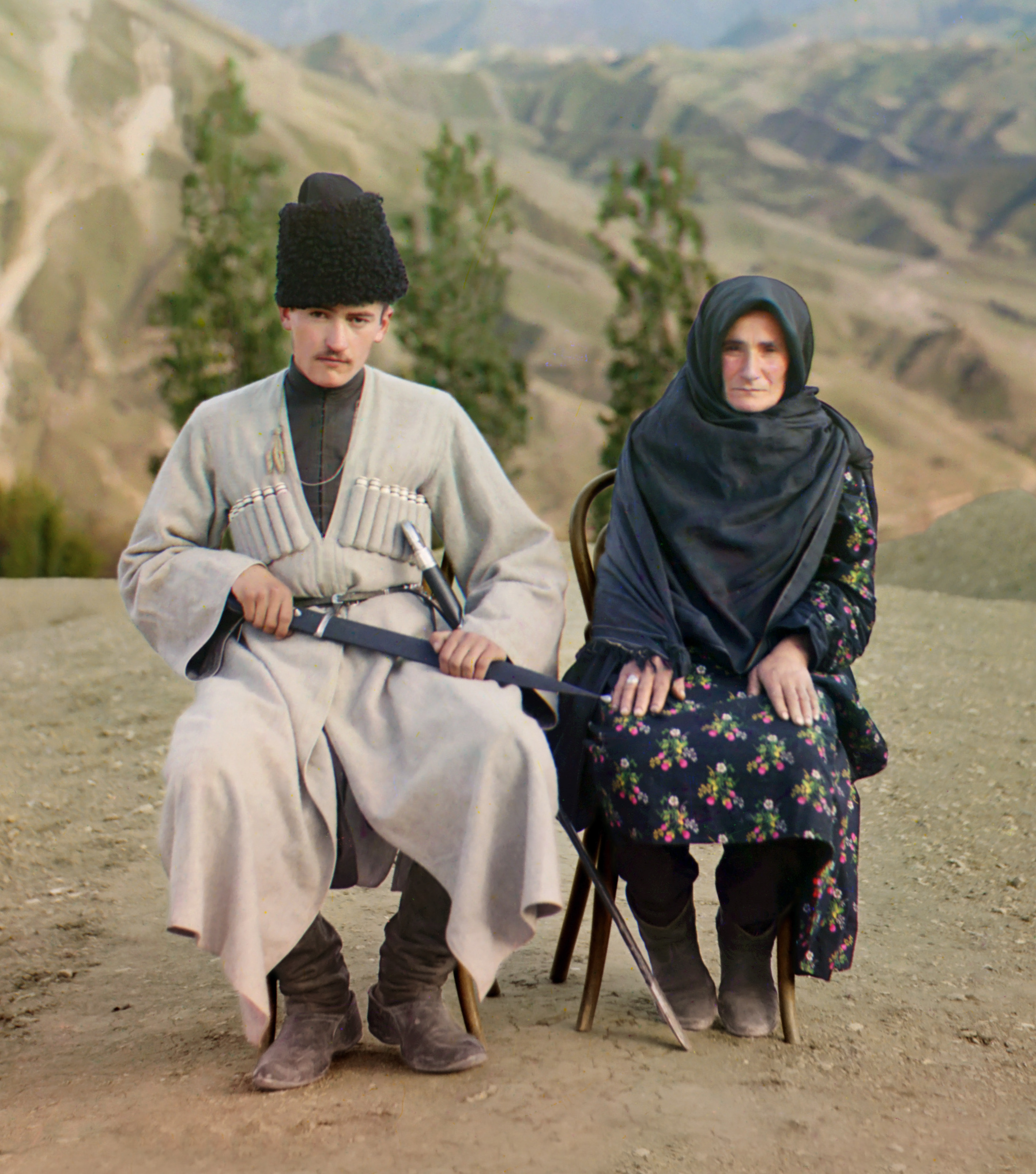
Dagestansk man och kvinna (1904).
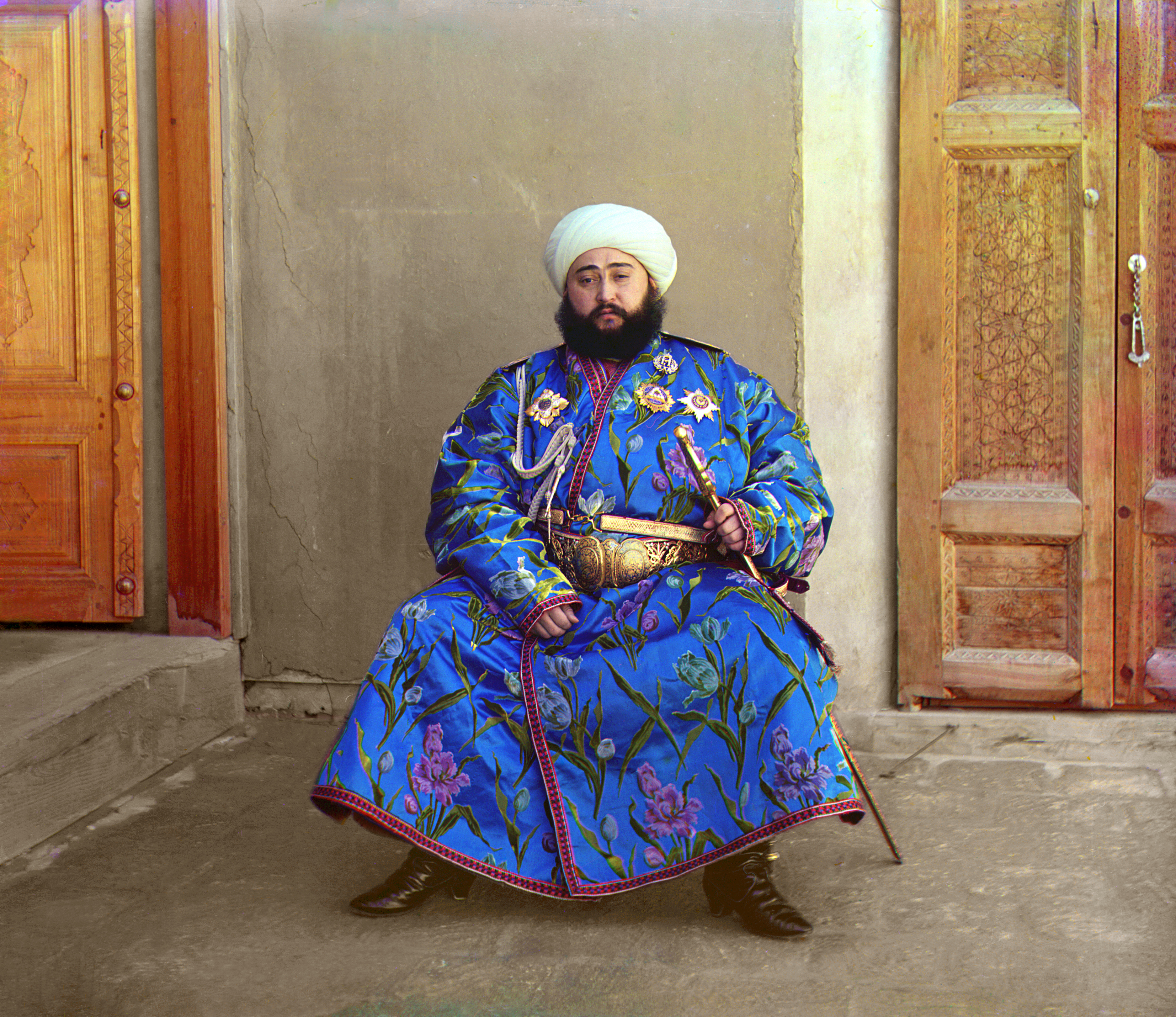
Emiren över Buchara, Alim Khan, (1880–1944).
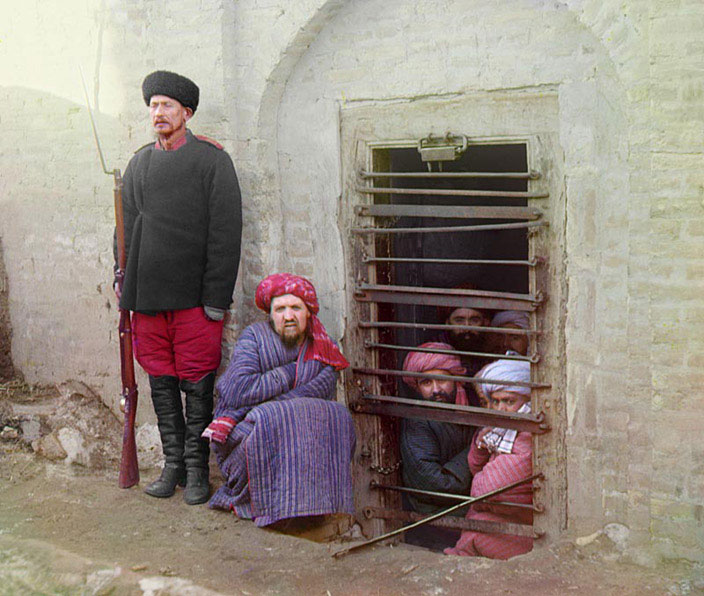
Fängelse i Buchara år 1907.